# Liste der denkmalgeschützten Objekte in Schwarzenberg am Böhmerwald
Die Liste der denkmalgeschützten Objekte in Schwarzenberg am Böhmerwald enthält die denkmalgeschützten, unbeweglichen Objekte der Gemeinde Schwarzenberg am Böhmerwald in Oberösterreich (Bezirk Rohrbach).

## Denkmäler
| Foto |                 | Denkmal                                                                 | Standort                                      | Beschreibung | Metadaten |
| ---- | --------------- | ----------------------------------------------------------------------- | --------------------------------------------- | --- | --- |
| ja   | Datei hochladen | Rothmühl-Kapelle HERIS-ID: 18367 Objekt-ID: 14661                       | bei Hinteranger 44 Standort KG: Schwarzenberg | Die Rothmühlkapelle wurde 1740 als spätbarocker Rechteckbau mit polygonalem Chor und Vorlaube errichtet. Der Altar stammt aus dem 18. Jahrhundert, der figurale Schmuck teilweise aus der Zeit um 1500.                                                                                        | BDA-Hist.: Q37844475 Status: Bescheid Stand der BDA-Liste: 2025-06-30 Name: Rothmühl-Kapelle GstNr.: 1033 Rothmühlkapelle                                                               |
| ja   | Datei hochladen | Kath. Pfarrkirche hl. Johannes Nepomuk HERIS-ID: 18357 Objekt-ID: 14651 | Kirchenberg Standort KG: Schwarzenberg        | Die schlichte josephinische Saalkirche mit leicht eingezogenem, polygonalen Chor wurde zwischen 1784 und 1786 errichtet, der durch einen Spitzhelm bekrönte Turm 1859/61 ergänzt. Der spätbarocke Hochaltar stammt aus der Zeit um 1785 und zeigt am Altarblatt den Heiligen Johannes Nepomuk. | BDA-Hist.: Q37844453 Status: § 2a Stand der BDA-Liste: 2025-06-30 Name: Kath. Pfarrkirche hl. Johannes Nepomuk GstNr.: .75 Pfarrkirche hl. Johannes Nepomuk, Scharzenberg am Böhmerwald |
| ja   | Datei hochladen | Alte Schule, Heimatstube HERIS-ID: 18358 Objekt-ID: 14652               | Kirchenberg 8 Standort KG: Schwarzenberg      | Die Heimatstube liegt westlich der Pfarrkirche und diente bis 1966 als Schule und seit 1992 als Museum. Das zweigeschoßige Gebäude mit Walmdach wurde zwischen 1784 und 1788 errichtet und 1859/60 umgebaut und aufgestockt. Die Fassade ist mittels Ecklisenen und Gesimse strukturiert.      | BDA-Hist.: Q37844465 Status: § 2a Stand der BDA-Liste: 2025-06-30 Name: Alte Schule, Heimatstube GstNr.: 683 Schwarzenberg am Böhmerwald - Heimatstube                                  |